# في الحقول
في الحقول هي قصة قصيرة للكاتب غاي دو موباسان نشرت عام 1882.

## تاريخ
نشرت القصة بداية في مجلة لو غالوا في عدد 31 أكتوبر 1882، ثم في تجميعية قصص ديك الغاب عام 1883.
القصة مكرسة لأوكتاف ميربو. في الحقول، حسب البعض، واحدة من أنجح وأقسى أعمال موباسان.
تدرس القصة في المنهج الدراسي المغربي للسنة الأولى ثانوي تأهيلي (الجذع المشترك). 

## ملخص
تعيش أسرتان، لي توفاش (les Tuvache) و لي فالا (les Vallin)، بشكل بائس ولكن بعلاقة جيدة، في بيتين متجاورين من القش.
في يوم من الأيام، أرادت اسرة دوبيير ، اللذان لا يستطيعان إنجاب طفل، تبني الابن الأصغر من أسرة لي توفاش، شارلوت، باستعمال المال. رفضت السيدة توفاش بعنف هذا الاقتراح اللاإنساني بنظرها. فاقترح الزوجان نفس العقد على أسرة لي فالان التي قبلت الأقساط مع زيادة على التسعيرة المقترحة في البداية من طرف الزوجين. فجأة، أصبحت الأسرتان لا تتحدثان مع بعضهما. شوهت السيدة توفاش جيرانها وقدمت نفسها على أنها أم نموذجية، ما قاد ابنها، شارلوت، للإحساس بأنه أعلى، لأنه لم يتم بيعه. بعد عشرين عاما، عاد ابن لي فالان للظهور بعد أن أصبح شابا غنيا ومعه السيدة ديبيير. دخل بيت القش الخاص بأسرة لي فالان وعانق والديه اللذان احتفلا بعودته. أما ابن لي توفاش، شارلوت، فقد غار من ابن لي فالان، وأهان والديه وعاتبهما على عدم بيعه، قبل أن يرحل إلى الأبد.

## اقتباسات
في التلفزيون
- 2008 : في الحقول، الحلقة 3، الموسم 2، في المسلسل التلفزيوني الفرنسي عند موباسان، من إخراج أوليفير شاتزكي، مع ماريان باسلر

في القصص المصورة
- في الحقول، لميشيل بييري، مجموعة جو بوكين، العدد 135، ماي 1999